# Солінг 3
Солінг 3 — підприємство паливно-енергетичного комплексу, розташоване на землях Ванчиківської об'єднаної територіальної громади у селі Тарасівці (село) Новоселицького району Чернівецької області, зайняте в галузі виробництва електроенергії. Входить до складу енергогенеруючого дивізіону компанії Solar Generation.

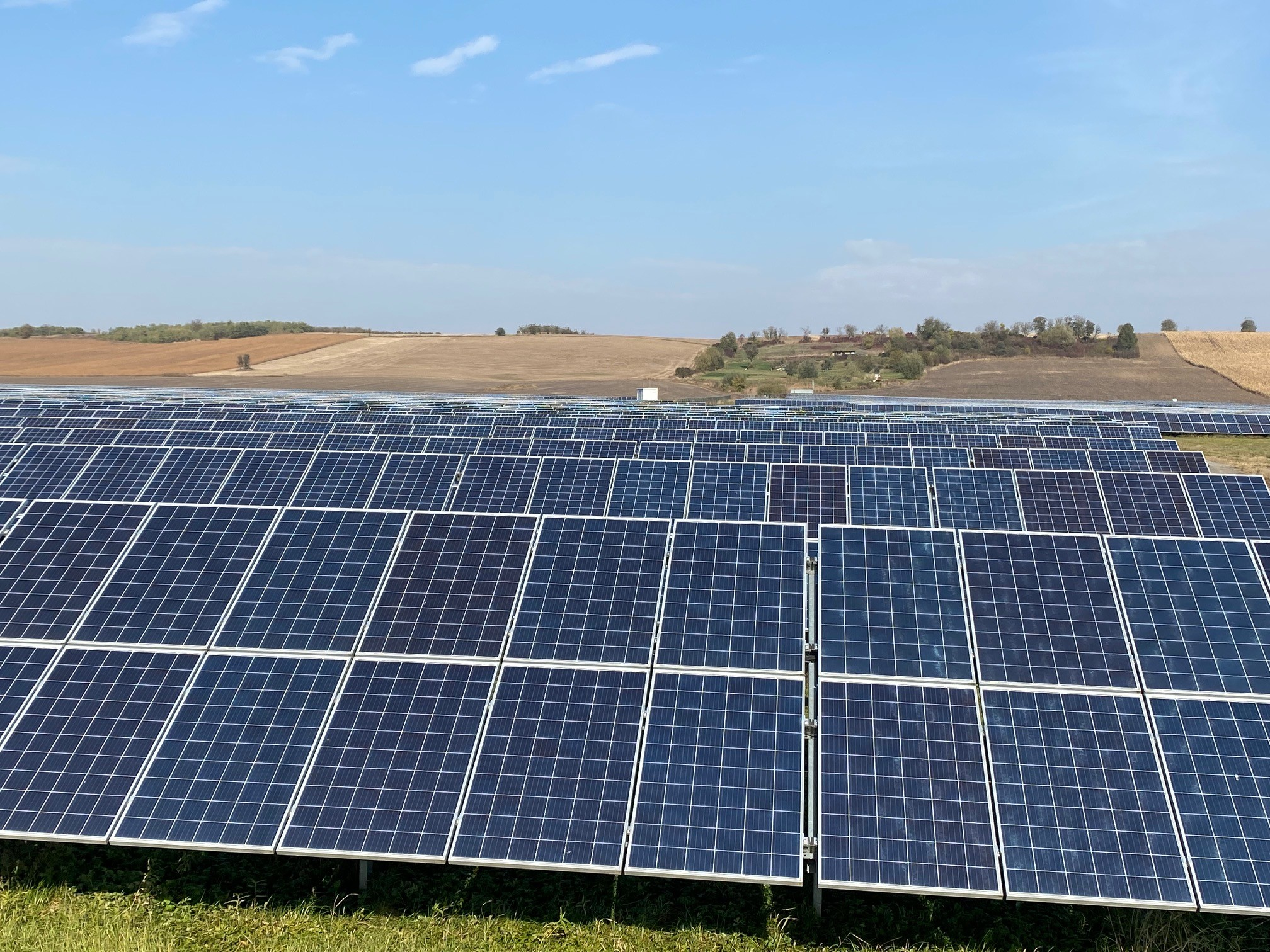
Сонячна електростанція «Солінг 3»

## Опис електростанції
«Солінг 3» — сонячна (фотовольтаїчна) електростанція.
Виробнича потужність підприємства 58 МВт. Площа земельної ділянки, на якій побудована сонячна електростанція, становить 103 га. Станція розміщена на старих меліоративних полях, які було створено за часів панування Австро-Угорської Імперії.
На підприємстві використані надсучасні на 2019 рік (рік будівництва ФЕС) фотомодулі, потужністю 280 Вт. 1 396 861 м — довжина кабелю, яким з'єднано сонячні панелі. 12,4 км — довжина сучасної лінії електропередач 110 кВ, що з'єднує електростанцію із мережами Обленерго.
Вироблена електрична енергія використовується місцевими громадами, а також через об'єднану енергетичну систему України та Бурштинський енергоострів експортується до Республіки Польща.

## Історія
Підприємство збудовано й введено в експлуатацію у 2019 році.

## Відзнаки
У грудні 2021 року сонячна електростанція «Солінг 3» була визнана «Лідером системної еко-трансформації» за версією всеукраїнського форуму «Лідерство і ЕКОтрансформація-2021», організованого Professional Association of Ecologists of Ukraine та журналом Екологія підприємства.